# Neuseeländische Fußballnationalmannschaft
Die neuseeländische Fußballnationalmannschaft, (englisch New Zealand national football team, Maori Tīma hoka a-motu o Aotearoa) wegen ihrer Trikots in Anlehnung an die All Blacks auch All Whites genannt, ist das Auswahlteam des pazifischen Inselstaates Neuseeland.
Die Nationalmannschaft fällt unter die Administration des Fußballverbandes New Zealand Football. Die bislang größten Erfolge erreichten die Fußballer mit den Qualifikationen zu den Weltmeisterschaften 1982, 2010 sowie 2026. Zudem gewann Neuseeland sechsmal die  Ozeanienmeisterschaft.

## Geschichte

### Die Anfänge
Das erste internationale Spiel einer neuseeländischen Auswahl fand am 23. Juli 1904 in Dunedin auf dem alten Caledonian Ground statt. Neuseeland war zu diesem Zeitpunkt noch britische Kolonie. Die Neuseeländer verloren das Spiel gegen die Auswahl aus New South Wales mit 0:1, konnten aber in einem erneuten Aufeinandertreffen, das sieben Tage später im Athletic Park in Wellington stattfand, ein 3:3-Unentschieden erspielen. Im folgenden Jahr spielte die Auswahl noch einige Spiele in Neuseeland und Australien.
Bis 1921 wurde kein weiteres Spiel einer neuseeländischen Nationalmannschaft ausgetragen. Am 17. Juni 1922 fand das erste offizielle Länderspiel statt. Im Carisbrook in Dunedin erlangte die Mannschaft einen 3:1-Sieg gegen Australien.

### Bilanz: Fußball-Weltmeisterschaft
Die neuseeländische Fußballnationalmannschaft nahm erstmals 1970 an einer Qualifikation zur Fußball-Weltmeisterschaft teil. In zwei „K.-o.-Spielen“ traf die Mannschaft auf Israel, welche damals noch in der Ozeanien-Zone antrat. Das Hinspiel ging mit 0:4 verloren, das Rückspiel mit 0:2. Somit war Neuseeland bereits in der ersten Runde ausgeschieden.
Bei der Qualifikation zur Fußball-Weltmeisterschaft 1974 in Deutschland musste Neuseeland in einer Gruppe mit Australien, Indonesien und Irak antreten. Nach Abschluss der Gruppenspiele erreichte Neuseeland drei Unentschieden, davon zwei gegen Australien und ein Remis gegen Indonesien. Alle anderen Spiele wurden verloren, gegen den Irak sogar mit 0:4. Damit war Neuseeland als Gruppenletzter ausgeschieden.
Auch bei der Qualifikation zu Fußball-Weltmeisterschaft 1978 in Argentinien blieb die Mannschaft erfolglos. Zwar konnte Neuseeland beide Spiele gegen Chinese Taipei jeweils mit 6:0 für sich entscheiden, jedoch spielte man gegen Australien nur unentschieden und verlor das entscheidende Spiel 1:3. Der zweite Tabellenrang bedeutete damit das Aus.
Die erste Teilnahme an einem Weltturnier gelang Neuseeland bei der Fußball-Weltmeisterschaft 1982 in Spanien. In der ersten Qualifikationsrunde setzte man sich als Gruppensieger gegen Australien, Chinese Taipei, Fidschi und Indonesien durch. Die Endrunde der Asien/Ozeanien-Zone konnte Neuseeland als Zweiter gegen China, Kuwait und Saudi-Arabien abschließen, punktgleich mit China. Am 10. Januar 1982 kam es daraufhin zu einem Entscheidungsspiel um die Teilnahme an der WM-Endrunde gegen China. Neuseeland konnte dieses mit 2:1 für sich entscheiden und löste damit das Ticket nach Spanien.
Die Weltmeisterschaft begann für die Mannschaft am 15. Juni 1982 in Málaga gegen Schottland. Dieses Spiel verlor Neuseeland mit 2:5, Torschützen für die Ozeanier waren Steve Sumner und Steve Wooddin. Zweiter Gegner war am 19. Juni ebenfalls in Málaga die Sowjetunion, gegen die man mit 0:3 verlor. Am 23. Juni unterlag Neuseeland schließlich in Sevilla mit 0:4 der Mannschaft aus Brasilien und war damit in der Vorrunde der Weltmeisterschafts-Endrunde als Gruppenletzter ausgeschieden.
Die Fußball-Weltmeisterschaft 1986 konnte nicht erreicht werden. Neuseeland schied bereits in der ersten Runde der Qualifikation als Gruppendritter hinter Australien und Israel sowie vor Chinese Taipei aus. Höhepunkt war ein 5:0-Sieg gegen Chinese Taipei.
Bei der Qualifikation zur Fußball-Weltmeisterschaft 1990 in Italien besiegte Neuseeland in der ersten Runde in zwei Spielen Chinese Taipei mit 4:0 und 4:1 und zog damit in die Endrunde der Ozeanien-Zone ein. Doch eine schwache Leistung in der Dreiergruppe mit Australien und Israel und nur ein Sieg aus vier Spielen bedeutete das vorzeitige Aus.
Eine Teilnahme an der Fußball-Weltmeisterschaft 1994 scheiterte an Australien. Nachdem in der Vorrunde Fidschi und Vanuatu besiegt wurden, unterlag man Australien in zwei Spielen mit 0:1 und 0:3.
Bei der Fußball-Weltmeisterschaft 1998 war Neuseeland für die zweite Qualifikationsrunde gesetzt. Wieder traf man auf Fidschi, welche mit 1:0 und 5:0 besiegt wurden. Gegen den zweiten Gruppengegner, die Nationalmannschaft Papua-Neuguineas, verlor Neuseeland überraschend mit 0:1 das erste Spiel. Das Rückspiel endete wiederum klar mit 7:0 für Neuseeland. Erneut kam es zu zwei Entscheidungsspielen gegen Australien, doch schon das Hinspiel ging mit 0:3 verloren. Das Rückspiel endete 0:2 und Neuseeland verpasste erneut die Qualifikation zur WM-Endrunde.
Die Qualifikation zur Fußball-Weltmeisterschaft 2002 in Japan und Südkorea begann erfolgreich für Neuseeland, die erste Runde wurde als Gruppensieger vor Tahiti, den Salomonen, Vanuatu und den Cookinseln mit vier Siegen aus vier Spielen beendet. Wie schon 1994 und 1998 kam es auch diesmal zu zwei Relegationsspielen gegen Australien, die beide verloren gingen (0:2 und 1:4).
Die Fußball-Weltmeisterschaft 2006 konnte Neuseeland erneut nicht erreichen. Doch dieses Mal stand man nicht einmal in der Relegation gegen Australien. Nachdem das Auftaktspiel gegen Australien mit 0:1 knapp verloren gegangen war, gewann Neuseeland gegen die Salomonen mit 3:0. Am 2. Juni 2004 verlor man völlig überraschend mit 2:4 gegen den krassen Außenseiter aus Vanuatu. Tahiti wurde zwei Tage später mit 10:0 abgefertigt, Fidschi ebenfalls mit 2:0 besiegt. Doch weil die Salomonen gegen Australien 2:2 spielten, erreichte Neuseeland nur den dritten Tabellenrang, welcher das Ausscheiden bedeutete.
In der Qualifikation zur Fußball-Weltmeisterschaft 2010 in Südafrika gewann Neuseeland den OFC-Nationen-Pokal 2008 und qualifizierte sich damit für zwei Entscheidungsspiele gegen Bahrain, den Fünften der Asien-Qualifikation. Neuseeland gewann nach einem 0:0 auswärts das Rückspiel zuhause gegen Bahrain mit 1:0, womit sich Neuseeland zum zweiten Mal für eine Weltmeisterschaft qualifizierte. Hier traf man in Gruppe F auf Italien, Paraguay und die Slowakei. Mit drei Unentschieden schied Neuseeland zwar nach der Vorrunde aus, konnte als Gruppendritter allerdings den damals amtierenden Weltmeister Italien hinter sich lassen. Neuseeland war bei dieser Weltmeisterschaft das einzige Team, das keine Niederlage hinnehmen musste.
In der Qualifikation für die Fußball-Weltmeisterschaft 2014 in Brasilien musste Neuseeland wieder erst in der zweiten Runde antreten, die als Fußball-Ozeanienmeisterschaft 2012 stattfand. Neuseeland konnte zwar überraschend die Meisterschaft nicht gewinnen, sich aber für die 3. WM-Qualifikationsrunde qualifizieren. In dieser wurden dann Neukaledonien, Ozeanienmeister Tahiti und die Salomonen mit sechs Siegen in sechs Spielen ausgeschaltet. Damit erreichte die Mannschaft die interkontinentalen Play-offs gegen Mexiko, den Viertplatzierten der CONCACAF-Qualifikation. Beide Spiele wurden jedoch verloren (1:5 und 2:4).
Ebenso scheiterte Neuseeland in der interkontinentalen Play-off-Runde für die Fußball-Weltmeisterschaft 2018 in Russland. Als Sieger der Ozeanienqualifikation, wo man in den Finalspielen die Salomonen klar bezwang, musste Neuseeland dieses Mal gegen den fünften der CONMEBOL-Qualifikation, Peru, antreten und unterlag mit 0:0 und 0:2.

## Bilanzen

### Teilnahmen an Fußball-Weltmeisterschaften
| Jahr | Gastgeberland          | Teilnahme bis …    | Letzte(r) Gegner             | Abschneiden | Trainer       | Bemerkungen und Besonderheiten |
| ---- | ---------------------- | ------------------ | ---------------------------- | ----------- | ------------- | --- |
| 1930 | Uruguay                | nicht teilgenommen |                              |             |               | |
| 1934 | Italien                | nicht teilgenommen |                              |             |               | |
| 1938 | Frankreich             | nicht teilgenommen |                              |             |               | |
| 1950 | Brasilien              | nicht teilgenommen |                              |             |               | |
| 1954 | Schweiz                | nicht teilgenommen |                              |             |               | |
| 1958 | Schweden               | nicht teilgenommen |                              |             |               | |
| 1962 | Chile                  | nicht teilgenommen |                              |             |               | |
| 1966 | England                | nicht teilgenommen |                              |             |               | |
| 1970 | Mexiko                 | nicht qualifiziert |                              |             |               | In der Qualifikation in der Gruppenphase an Israel gescheitert, dass sich 1970 zum bisher einzigen Mal für eine WM qualifizieren konnte. |
| 1974 | Deutschland            | nicht qualifiziert |                              |             |               | In der Qualifikation in der Gruppenphase an Australien gescheitert, das sich erstmals für die WM qualifizieren konnte. |
| 1978 | Argentinien            | nicht qualifiziert |                              |             |               | In der Qualifikation in der Gruppenphase an Australien gescheitert, das sich auch nicht qualifizieren konnte. |
| 1982 | Spanien                | Vorrunde           | Schottland, UdSSR, Brasilien | 23.         | John Adshead  | Nach drei Niederlagen als Gruppenletzter ausgeschieden. |
| 1986 | Mexiko                 | nicht qualifiziert |                              |             |               | In der Qualifikation in der Gruppenphase an Australien gescheitert, das sich auch nicht qualifizieren konnte. |
| 1990 | Italien                | nicht qualifiziert |                              |             |               | In der Qualifikation in der 2. Runde an Israel gescheitert, das sich auch nicht qualifizieren konnte. |
| 1994 | USA                    | nicht qualifiziert |                              |             |               | In der Qualifikation im Ozeanien-Finale an Australien gescheitert, das sich auch nicht qualifizieren konnte. |
| 1998 | Frankreich             | nicht qualifiziert |                              |             |               | In der Qualifikation erneut im Ozeanien-Finale an Australien gescheitert, das sich auch nicht qualifizieren konnte. |
| 2002 | Südkorea/Japan         | nicht qualifiziert |                              |             |               | In der Qualifikation wieder im Ozeanien-Finale an Australien gescheitert, das sich auch nicht qualifizieren konnte. |
| 2006 | Deutschland            | nicht qualifiziert |                              |             |               | In der Qualifikation in der 2. Runde wieder an Australien gescheitert, das sich nach 1974 erstmals wieder für Ozeanien qualifizieren konnte, danach aber in den asiatischen Verband wechselte. |
| 2010 | Südafrika              | Vorrunde           | Slowakei, Italien, Paraguay  | 22.         | Ricki Herbert | Da sich auch Australien qualifizieren konnte, allerdings für den asiatischen Verband, nahmen erstmals zwei ozeanische Staaten an einer WM teil. Beide schieden aber nach der Vorrunde aus. Neuseeland belegte nach drei Remis ungeschlagen den 3. Gruppenplatz und war damit noch vor Weltmeister Italien platziert. |
| 2014 | Brasilien              | nicht qualifiziert |                              |             |               | Als Sieger der Ozeanienqualifikation spielte die Mannschaft in einer interkontinentalen Playoff-Runde gegen den Viertplatzierten der CONCACAF-Qualifikation, Mexiko, um einen Platz in der Weltmeisterschaft. Neuseeland verlor das Hinspiel in Mexiko mit 5:1 und das Rückspiel mit 2:4.                            |
| 2018 | Russland               | nicht qualifiziert |                              |             |               | Als Sieger der Ozeanienqualifikation spielte die Mannschaft in einer interkontinentalen Play-off-Runde gegen den Fünftplatzierten der CONMEBOL-Qualifikation Peru. Nach einem torlosen Remis im Hinspiel verlor die Mannschaft das Rückspiel mit 0:2.                                                                |
| 2022 | Katar                  | nicht qualifiziert |                              |             |               | Als Sieger der Ozeanienqualifikation spielte die Mannschaft in einer interkontinentalen Play-off-Runde gegen den Viertplatzierten der CONCACAF-Qualifikation Costa Rica. In nur einem Entscheidungsspiel auf neutralem Boden verlor die Mannschaft mit 0:1.                                                          |
| 2026 | Kanada, Mexiko und USA | qualifiziert       |                              |             |               | Aufstockung auf 48 Teams in der WM-Endrunde. Als Sieger der Ozeanienqualifikation wird die Mannschaft 2026 zum dritten Mal an einer Weltmeisterschaft teilnehmen. |

### Teilnahmen an Fußball-Ozeanienmeisterschaften
| 1973 in Neuseeland          | Ozeanienmeister |
| 1980 in Neukaledonien       | Vorrunde        |
| 1996 in diversen Ländern    | Halbfinale      |
| 1998 in Australien          | Ozeanienmeister |
| 2000 auf Tahiti             | Zweiter         |
| 2002 in Neuseeland          | Ozeanienmeister |
| 2004 in Australien          | Dritter         |
| 2008 in diversen Ländern    | Ozeanienmeister |
| 2012 auf den Salomonen      | Dritter         |
| 2016 in Papua-Neuguinea     | Ozeanienmeister |
| 2024 in Fidschi und Vanuatu | Ozeanienmeister |

### Teilnahmen am Konföderationen-Pokal

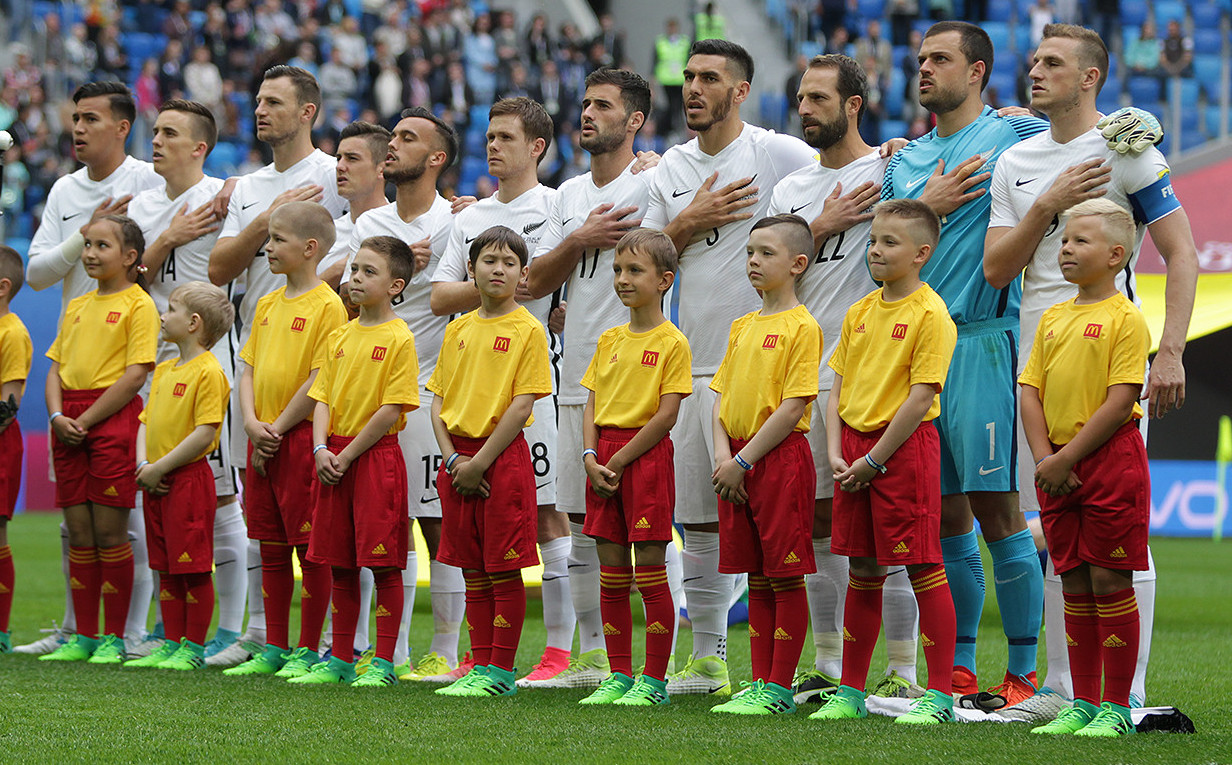
Die neuseeländische Mannschaft beim Abspielen der Nationalhymne vor dem Confed-Cup-Spiel gegen Portugal am 24. Juni 2017

| 1992 in Saudi-Arabien      | nicht teilgenommen |
| 1995 in Saudi-Arabien      | nicht qualifiziert |
| 1997 in Saudi-Arabien      | nicht qualifiziert |
| 1999 in Mexiko             | Vorrunde           |
| 2001 in Japan und Südkorea | nicht qualifiziert |
| 2003 in Frankreich         | Vorrunde           |
| 2005 in Deutschland        | nicht qualifiziert |
| 2009 in Südafrika          | Vorrunde           |
| 2013 in Brasilien          | nicht qualifiziert |
| 2017 in Russland           | Vorrunde           |

## Spieler

### Aktueller Kader
Folgende Spieler stehen im Kader für die Freundschaftsspiele gegen Griechenland und Irland im November 2023.
| Tor                      | Max Crocombe       | Burton Albion          | 12. Aug. 1993 | 03 | 0    | 2018          | 21. Nov. 2023 |
| Tor                      | Alex Paulsen       | Wellington Phoenix     | 4. Juli 2002  | 0  | 0    |               |               |
| Tor                      | Michael Woud       | Ventforet Kofu         | 16. Jan. 1999 | 06 | 0    | 2018          | 17. Nov. 2023 |
|                          | Tyler Bindon       | FC Reading             | 27. Jan. 2005 | 04 | 0    | 2023          | 21. Nov. 2023 |
| Michael Boxall           | Minnesota United   | 18. Aug. 1988          | 46            | 0  | 2011 | 21. Nov. 2023 |               |
| Liberato Cacace          | FC Empoli          | 27. Sep. 2000          | 19            | 01 | 2018 | 21. Nov. 2023 |               |
| Tim Payne                | Wellington Phoenix | 10. Jan. 1994          | 35            | 02 | 2012 | 21. Nov. 2023 |               |
| Nando Pijnaker           | Sligo Rovers       | 25. Feb. 1999          | 15            | 0  | 2019 | 21. Nov. 2023 |               |
| Tommy Smith              | Milton Keynes Dons | 31. März 1990          | 51            | 02 | 2010 | 17. Nov. 2023 |               |
| Finn Surman              | Wellington Phoenix | 15. Apr. 1999          | 01            | 0  | 2023 | 17. Nov. 2023 |               |
| Dalton Wilkins           | Kolding IF         | 15. Apr. 1999          | 02            | 0  | 2022 | 18. März 2022 |               |
| Mittelfeld               | Joe Bell           | Viking Stavanger       | 27. Apr. 1999 | 17 | 01   | 2019          | 21. Nov. 2023 |
| Mittelfeld               | Matthew Garbett    | NAC Breda              | 13. Apr. 2002 | 18 | 02   | 2021          | 21. Nov. 2023 |
| Mittelfeld               | Clayton Lewis      | Macarthur FC           | 12. Feb. 1997 | 26 | 01   | 2015          | 21. Nov. 2023 |
| Mittelfeld               | Callum McCowatt    | Silkeborg IF           | 1. Mai 2000   | 16 | 01   | 2019          | 21. Nov. 2023 |
| Mittelfeld               | Sarpreet Singh     | Hansa Rostock          | 20. Feb. 1999 | 12 | 01   | 2018          | 21. Nov. 2023 |
| Mittelfeld               | Marko Stamenic     | FK Roter Stern Belgrad | 19. Feb. 2002 | 18 | 01   | 2021          | 21. Nov. 2023 |
| Sturm                    | Joe Champness      | Adanaspor              | 27. Apr. 1997 | 09 | 0    | 2021          | 17. Nov. 2023 |
| Sturm                    | Alex Greive        | FC St. Mirren          | 13. Mai 1999  | 11 | 02   | 2022          | 17. Okt. 2023 |
| Sturm                    | Elijah Just        | AC Horsens             | 1. Mai 2000   | 20 | 01   | 2019          | 21. Nov. 2023 |
| Sturm                    | Max Mata           | Shrewsbury Town        | 10. Juli 2000 | 08 | 0    | 2019          | 21. Nov. 2023 |
| Sturm                    | Ben Waine          | Plymouth Argyle        | 28. Mai 1998  | 11 | 0    | 2022          | 17. Nov. 2023 |
| Sturm                    | Chris Wood         | Nottingham Forest      | 7. Dez. 1991  | 74 | 34   | 2009          | 21. Nov. 2023 |
| Stand: 21. November 2023 |                    |                        |               |    |      |               |               |

Seit 2021 zudem eingesetzte oder nominierte Spieler:
| Tor                                      | Matthew Gould     | FC Altrincham          | 7. Jan. 1994  | 0  | 0  |      |                 |
| Tor                                      | Stefan Marinovic  | Hapoel Tel Aviv        | 7. Okt. 1991  | 30 | 0  | 2015 | 9. Juni 2022    |
| Tor                                      | Oli Sail          | Perth Glory            | 13. Jan. 1996 | 09 | 0  | 2022 | 16. Juni 2023   |
| Tor                                      | Jamie Searle      | Swansea City           | 25. Nov. 2000 | 01 | 0  | 2022 | 24. März 2022   |
| Tor                                      | Nik Tzanev        | AFC Wimbledon          | 23. Dez. 1996 | 02 | 0  | 2018 | 23. Okt. 2023   |
| Abwehr                                   | Nikko Boxall      | Inter Turku            | 24. Feb. 1992 | 06 | 0  | 2018 | 24. März 2022   |
| Abwehr                                   | Niko Kirwan       | Calcio Padova          | 4. Sep. 1995  | 10 | 01 | 2021 | 13. Okt. 2023   |
| Abwehr                                   | Francis de Vries  | Eastern Suburbs AFC    | 30. Juni 1992 | 06 | 0  | 2021 | 9. Juni 2022    |
| Abwehr                                   | Dane Ingham       | Newcastle Jets         | 8. Juni 1999  | 12 | 0  | 2017 | 23. März 2023   |
| Abwehr                                   | Winston Reid      | vereinslos             | 3. Juli 1988  | 33 | 01 | 2010 | 25. Sep. 2022 1 |
| Abwehr                                   | Storm Roux        | Central Coast Mariners | 13. Jan. 1993 | 11 | 0  | 2013 | 25. Sep. 2022   |
| Abwehr                                   | Deklan Wynne      | Charleston Battery     | 17. Apr. 1989 | 16 | 0  | 2014 | 22. Sep. 2022   |
| Mittelfeld                               | Cam Howieson      | Auckland City          | 22. Dez. 1994 | 16 | 0  | 2012 | 22. Sep. 2022   |
| Mittelfeld                               | Kelvin Kalua      | Eastern Suburbs AFC    | 15. Apr. 1999 | 03 | 0  | 2021 | 16. Nov. 2021   |
| Mittelfeld                               | Ben Old           | Wellington Phoenix     | 13. Aug. 2002 | 02 | 0  | 2022 | 25. Sep. 2022   |
| Mittelfeld                               | Alex Rufer        | Wellington Phoenix     | 12. Juni 1996 | 08 | 0  | 2015 | 23. März 2023   |
| Mittelfeld                               | Bill Tuiloma      | Charlotte FC           | 23. März 1995 | 40 | 04 | 2013 | 17. Okt. 2023   |
| Sturm                                    | Kosta Barbarouses | Wellington Phoenix     | 19. Feb. 1990 | 54 | 04 | 2008 | 26. März 2023   |
| Sturm                                    | Andre De Jong     | Stellenbosch FC        | 2. Nov. 1996  | 10 | 2  | 2018 | 22. Sep. 2022   |
| Sturm                                    | Logan Rogerson    | Haka Valkeakoski       | 28. Mai 1998  | 09 | 01 | 2015 | 9. Juni 2022    |
| Sturm                                    | Marco Rojas       | Kitchee SC             | 5. Nov. 1991  | 46 | 05 | 2011 | 19. Juni 2023   |
| Stand: 17. Oktober 2023 1 Zurückgetreten |                   |                        |               |    |    |      |                 |

### Rekordspieler
Die Zahlen für die Rekordspieler und -torschützen in den verschiedenen Statistiken sind nicht immer konsistent, da teilweise Spiele gegen Vereinsmannschaften oder Nicht-FIFA-Mitglieder mitgezählt werden.
(Stand: 10. September 2024)
| Rekordspieler | Rekordspieler      | Rekordspieler | Rekordspieler |
| Spiele        | Spieler            | Zeitraum      | Tore          |
| ------------- | ------------------ | ------------- | ------------- |
| 88            | Ivan Vicelich      | 1995–2013     | 6             |
| 76            | Chris Wood         | 2008–         | 34            |
| 69            | Simon Elliott      | 1994–2011     | 6             |
| 64            | Vaughan Coveny     | 1992–2006     | 29            |
| 62            | Costa Barbarouses  | 2011–         | 7             |
| 61            | Ricki Herbert      | 1980–1989     | 7             |
| 60            | Chris Jackson      | 1992–2003     | 10            |
| 59            | Brian Turner       | 1967–1982     | 21            |
| 58            | Duncan Cole        | 1978–1988     | 4             |
|               | Shane Smeltz       | 2003–2017     | 24            |
|               | Steve Sumner       | 1976–1988     | 22            |
|               | Chris Zoricich     | 1988–2003     | 1             |
| 56            | Leo Bertos         | 2003–2013     | 0             |
|               | Ceri Evans         | 1980–1993     | 2             |
|               | Tommy Smith        | 2010–         | 2             |
| 54            | Michael McGarry    | 1986–1997     | 12            |
|               | Michael McGlinchey | 2010–2019     | 5             |
| 53            | Adrian Elrick      | 1975–1984     | 1             |

## Bisherige Trainer
- 1957–1964   Ken Armstrong
- 1965–1966  Ljubiša Broćić
- 1967–1968   Juan Schwanner
- 196900000  Ljubiša Broćić
- 1970–1976  Barrie Truman
- 1977–1978  Wally Hughes
- 1979–1982  John Adshead
- 1983–1984  Allan Jones
- 1985–1988  Kevin Fallon
- 198900000  John Adshead
- 1990–1993  Ian Marshall
- 1994–1995  Bobby Clark
- 1996–1997  Keith Pritchett
- 1997–1998  Joe McGrath
- 1998–2002  Ken Dugdale
- 2002–2004  Mick Waitt
- 2005–2013  Ricki Herbert
- 201400000  Neil Emblen
- 2014–2017  Anthony Hudson
- 2018–2019  Fritz Schmid
- 201900000  Des Buckingham
- 2019–2022  Danny Hay
- 2023–0000   Darren Bazeley